# Frederick Tennyson
Frederick Tennyson (* 5. Juni 1807 in Louth, Lincolnshire; † 26. Februar 1898 in Kensington, London) war ein englischer Schriftsteller.

## Leben
Tennyson war der älteste Sohn von George Tennyson, dem Pastor von Somersby in Lincolnshire. Er hatte zwölf Geschwister, darunter Alfred und Charles, welche später ebenfalls als Schriftsteller tätig waren. Durch seine Schwester Emilia wurde er zum Schwager Arthur Hallams.
Seine schulische Ausbildung erfuhr Tennyson  am Eton College (Eton) und am St John’s College (Cambridge). Er galt als schwieriger Schüler und wurde insgesamt dreimal relegiert. 1830 kehrte Tennyson nach Cambridge zurück und konnte 1832 erfolgreich sein Studium mit dem Titel B.A. abschließen.
Den überwiegenden Teil seines Lebens verbrachte Tennyson in Italien und auf der Insel Jersey. Er lebte zwanzig Jahre in Florenz, wo er mit Robert und Elizabeth Browning befreundet war. Dort heiratete er auch 1839 Maria Giuliotti, die Tochter eines hohen Verwaltungsbeamten der Toskana.
Zurückgekehrt nach Großbritannien schloss sich Tennyson dem Anglo-Israelismus an und stand auch der Church of the New Jerusalem nahe. Er starb mit über 90 Jahren am 26. Februar 1898 in Kensington und fand dort auch seine letzte Ruhestätte.

## Ehrungen
- 1828 Brown Medal für ein Gedicht in griechischer Sprache

## Werke (Auswahl)
- Days and Hours. J. W. Parker and Son, London 1854.
- The Isles of Greece. Sappho and Alcæus. Macmillan & Co., London und New York 1890.
- Daphne and Other Poems. Macmillan & Co., London und New York 1891.
- Poems of the Day and Year. J. Miller and Son, Edinburgh 1895.
- The Shorter Poems of Frederick Tennyson. Hrsg. und mit einer Einleitung von Charles Tennyson. Macmillan & Co., London 1913.